# Wołodymyr Kułajew
Wołodymyr Pawłowycz Kułajew, ukr. Володимир Павлович Кулаєв, ros. Владимир Павлович Кулаев, Władimir Pawłowicz Kułajew (ur. 26 lutego 1958 w Charkowie) – ukraiński piłkarz i trener piłkarski.

## Kariera piłkarska
Wychowanek Metalista Charków, w barwach którego rozpoczął karierę piłkarską, ale występował jedynie w drużynie rezerw. Potem przeniósł się do Majaka Charków. Następnie przeszedł do Ałgi Frunze, w której zakończył karierę piłkarza w roku 1992.

## Kariera trenerska
Jeszcze będąc piłkarzem rozpoczął pracę szkoleniowca. W 1990 stanął na czele kirgiskiego klubu piłkarskiego kobiet Azalija Biszkek. W późniejszych latach klub stał się jednym z najsilniejszych w ZSRR. W 1992 roku zespół zdobył Puchar Mistrzów WNP, za zwycięstwo w turnieju otrzymał tytuł zasłużonego trenera Kirgistanu. W 1993 razem z wieloma piłkarkami powrócił do ojczyzny, gdzie dołączył do kobiecego klubu Donczanka, który w 1993 roku przeniósł się z Doniecka do Zaporoża. Pod jego rządzeniem zespół dwa razy zdobywał mistrzostwo Ukrainy oraz brał również udział w turniejach międzynarodowych.
W 1998 roku stał na czele męskiego klubu piłkarskiego Nywa Berszad, występującego w drugiej lidze. Ale wkrótce po rozpoczęciu sezonu zespół wycofał się z rozgrywek z powodów finansowych. Następnie w 2000 prowadził przez jeden z najbardziej popularnych klubów marokańskich Wydad Casablanca. Od 2002 do 2006 roku trenował kobiecy klub piłkarski z Żytłobud-1 Charków. Zespół pod jego kierownictwem dwa razy zdobył mistrzostwo Ukrainy w sezonach 2003 i 2004. W latach 2004–2006 łączył również funkcje trenerskie jako selekcjoner kobiecej reprezentacji Ukrainy. 11 czerwca 2006 został mianowany na stanowisko głównego trenera FK Charków, a 13 listopada 2006 podał się do dymisji.
Pod koniec lat 2000 dołączył do sztabu szkoleniowego Jurija Krasnożana. Pod jego zwierzchnictwem pracował jako trener analityk w klubach Spartak Nalczyk, Lokomotiw Moskwa, Kubań Krasnodar, Rubin Kazań i FK Rostów.

## Sukcesy i odznaczenia

### Sukcesy trenerskie
ŻFK Azalija Biszkek
- półfinalista Pucharu Mistrzów WNP wśród kobiet: 1992
- zdobywca Pucharu Kirgistanu wśród kobiet: 1992

Donczanka Zaporoże
- mistrz Ukrainy wśród kobiet: 1994, 1995
- zdobywca Pucharu Ukrainy wśród kobiet: 1994
- finalista Pucharu Ukrainy wśród kobiet: 1995

Żytłobud-1 Charków
- mistrz Ukrainy wśród kobiet: 2003, 2004
- wicemistrz Ukrainy wśród kobiet: 2002, 2005
- zdobywca Pucharu Ukrainy wśród kobiet: 2003, 2004
- finalista Pucharu Ukrainy wśród kobiet: 2002

### Odznaczenia
- tytuł Zasłużonego Trenera Kirgistanu: 1992